# Quốc ca Kyrgyzstan
Quốc ca Cộng hòa Kyrgyz (tiếng Kyrgyz: Kyrgyz Respublikasynyn Mamlekettik gimni) là quốc ca hiện tại của Kyrgyzstan, được chấp nhận năm 1992 bởi nghị quyết của Quốc hội Kyrgyzstan. Nhạc của bài hát được soạn bởi Nasır Davlesov và Qalıy Moldobasanov, và lời được viết bởi Jamil Sadıqov và Eşmambet Quluyev.

## Lời

### Tiếng Kyrgyz
| Ký tự Latinh | Ký tự Kirin | Ký tự Ả Rập | Chuyển tự IPA |
| --- | --- | --- | --- |
| Ak moenkguelueue aska zoolor, talaalar, Elibizdin zhaneu menen barabar. Sanseuz keuleum Ala-Toosun mekendep, Saktap keldi bizdin ata-babalar. Kayeurma: Algalai ber, keurgeuz el, Azatteukteun zholunda. Oerkuendoei ber, oesoe ber, Oez tagdeureunk kolunkda. Bayeurtadan buetkoen muenoez elime, Dostoruna dayar dilin berueuegoe. Bul eunteumak el birdigin shiretip, Beikuttuktu beret keurgeuz zherine. Kayeurma Atkareuleup eldin uemuet, tilegi, Zhelbiredi erkindiktin zhelegi. Bizge zhetken ata salteun, muraseun, Euyeuk saktap urpaktarga bereli. Kayeurma | Ак мөңгүлүү аска зоолор, талаалар, Элибиздин жаны менен барабар. Сансыз кылым Ала-Тоосун мекендеп, Сактап келди биздин ата-бабалар. Кайырма: Алгалай бер, кыргыз эл, Азаттыктын жолунда. Өркүндөй бер, өсө бер, Өз тагдырың колуңда. Байыртадан бүткөн мүнөз элиме, Досторуна даяр дилин берүүгө. Бул ынтымак эл бирдигин ширетип, Бейкуттукту берет кыргыз жерине. Кайырма Аткарылып элдин үмүт, тилеги, Желбиреди эркиндиктин желеги. Бизге жеткен ата салтын, мурасын, Ыйык сактап урпактарга берели. Кайырма | ،اق مۅڭگۉلۉۉ اسقا زوولور، تالاالار .ەلىبىزدىن جانى مەنەن بارابار ،سانسىز قىلىم الا-تووسۇن مەكەندەپ .ساقتاپ كەلدى بىزدىن اتا-بابالار :قايىرما ،العالاي بەر، قىرعىز ەل .ازاتتىقتىن جولۇندا ،ۅركۉندۅي بەر، ۅسۅ بەر .ۅز تاعدىرىڭ قولۇڭدا ،بايىرتادان بۉتكۅن مۉنۅز ەلىمە .دوستورۇنا دايار دىلىن بەرۉۉگۅ ،بۇل ىنتىماق ەل بىردىگىن شىرەتىپ .بەيقۇتتۇقتۇ بەرەت قىرعىز جەرىنە قايىرما ،اتقارىلىپ ەلدىن ۉمۉت، تىلەگى .جەلبىرەدى ەركىندىكتىن جەلەگى ،بىزگە جەتكەن اتا سالتىن، مۇراسىن .ىيىق ساقتاپ ۇرپاقتارعا بەرەلى قايىرما | [ɑq mɵŋ.gʉ.ˈlʉː ɑs.ˈqɑ zɔː.ˈɫɔr tɑ.ɫɑː.ˈɫɑr ǀ] [e.li.biz.ˈdin d͡ʑɑ.ˈnɯ me.ˈnen bɑ.rɑ.ˈbɑr ‖] [sɑn.ˈsɯz qɯ.ˈɫɯm ɑ.ɫɑ.tɔː.ˈsun me.cen.ˈdep ǀ] [sɑχ.ˈtɑp cel.ˈdi biz.ˈdin ɑ.ˈtɑ bɑ.bɑ.ˈɫɑr ‖] [qɑ.jɯr.ˈmɑ] [ɑʟ̠.ɢɑ.ˈɫɑj ber qɯr.ˈɢɯz el ǀ] [ɑ.zɑt.tɯχ.ˈtɯn d͡ʑɔ.ɫun.ˈdɑ ‖] [ɵr.kʉn.ˈdɵj ber ɵ.ˈsɵ ber ǀ] [ɵz tɑɢ.dɯ.ˈrɯŋ qɔ.ɫuŋ.ˈdɑ ‖] [ba.jɯr.tɑ.dɑn bʉt.kɵn mʉ.nɵz e.li.me ǀ] [dɔs.tɔ.ru.nɑ da.jɑr di.lin be.rʉː.gɵ ‖] [buɫ ɯn.tɯ.mɑχ el bir.di.ɟin ɕi.re.tip ǀ] [bej.qut.tuχ.tu be.ret qɯr.ʁɯz d͡ʑe.ri.ne ‖] [qɑ.jɯr.ˈmɑ] [ɑt.qɑ.rɯ.ˈɫɯp el.ˈdin ʉ.ˈmʉt ti.le.ˈɟi ǀ] [d͡ʑel.bi.re.ˈdi er.cin.dic.ˈtin d͡ʑe.le.ˈɟi ‖] [biz.ˈɟe d͡ʑet.ˈcen ɑ.ˈtɑ sɑɫ.ˈtɯn mu.rɑ.ˈsɯn ǀ] [ɯ.ˈjɯχ sɑχ.ˈtɑp ur.pɑχ.tɑr.ˈʁɑ be.re.ˈli ‖] [qɑ.jɯr.ˈmɑ] |

### Tiếng Nga
Tiếng Nga cũng được coi là ngôn ngữ thứ hai của Kyrgyzstan.
Высокие горы, долины, поля –
Родная, заветная наша земля.
Отцы наши жили среди Ала-Тоо
Всегда свою родину свято храня.
Припев:
Вперед, кыргызский народ,
Путем свободы вперед!
Взрастай, народ, расцветай,
Свою судьбу созидай!
Извечно народ наш для дружбы открыт,
Единство и дружбу он в сердце хранит.
Земля Киргизстана, родная страна
Лучами согласия озарена.
Припев
Мечты и надежды отцов сбылись.
И знамя свободы возносиця ввысь.
Наследье отцов наших передадим
На благо народа потомкам своим
Припев

### Tiếng Uzbek
Тизим-тизим тоғлар, яшил яйловлар,
Табиатдан бизга теккан сийловлар.
Сардор Олатоғни соқчи сайлабон,
Давру даврон сурди ота-боболар.
Нақорот:
Олга юргин қирғиз эли,
Гул кўкарсин йўлингда!
Шох отиб ўсмоқ гали,
Ихтиёринг қўлингда.
Элим матонати метиндан маҳкам,
Дили дастурхони дўстлар-ла ҳар дам.
Иноқ-иттифоқлик азалий шиор,
Бу юртга иқбол нури доимо ҳамдам.
Нақорот
Элнинг иродаси эркинлик эрур,
Эркинлик эркини эсади масрур.
Оталар орзуси опичлаб омон.
Авлодлар қалбига етказмоқ.
Нақорот

### Tiếng Việt
Những vách đá và thảo nguyên
Được bình đẳng với linh hồn của nhân dân ta.
Trong vô số thế kỷ, cha ông chúng ta,
Đã sống và gìn giữ dãy Ala-Too.
Điệp khúc:
Tiến lên phía trước, dân tộc Kyrgyz,
Trên con đường tiến tới tự do!
Thịnh vượng và tiến bộ,
Số mệnh là của các bạn!
Từ lâu, những con người thân thiện của chúng ta
Đã hoàn thiện và gắn kết chúng ta tới thiên nhiên.
Chúng ta có được sự hoà hợp
Và hoà bình khắp mảnh đất Kyrgyz.
Điệp khúc
Những hy vọng và nguyện vọng của chúng ta đã được thỏa mãn,
Chúng ta giơ cao ngọn cờ của tự do.
Truyền thống của cha ông đến với chúng ta,
Hãy để các thế hệ gìn giữ di sản thần thánh của chúng ta.
Điệp khúc